# Iritacija
Iritacija, u biologiji i fiziologiji, je stanje upale ili bolne reakcije na alergiju ili oštećenje ćelijske linije. Stimulus ili agens koji izaziva stanje iritacije je iritant. Iritantima se obično smatraju hemijskim agensima (na primer fenol i kapsaicin), ali mehanički, termički (toplota) i radijativni stimulansi (na primer ultraljubičasto svetlo ili jonizujuće zračenje) isto tako mogu biti iritanti. Iritacija takođe ima nekliničke upotrebe koje se odnose na uznemirujući fizički ili psihički bol ili nelagodnost.
Iritacija takođe može biti izazvana nekim alergijskim odgovorom usled izlaganja nekim alergenima na primer kontaktni dermatitis, iritacija sluzokože i pruritus. Sluzokoža je najčešće mesto iritacije, jer sadrži sekretorne žlezde koje oslobađaju sluz koja privlači alergene zbog svoje lepljive prirode.
Hronična iritacija je medicinski termin koji označava da su bolna zdravstvena stanja prisutna neko vreme. Postoji mnogo poremećaja koji mogu izazvati hroničnu iritaciju, većina uključuje kožu, vaginu, oči i pluća.